# Euphaedra (Euphaedrana) occulta
Euphaedra (Euphaedrana) occulta es una especie de Lepidoptera de la familia Nymphalidae, subfamilia Limenitidinae, tribu Adoliadini, pertenece al género Euphaedra, subgénero (Euphaedrana).

## Localización
Esta especie de mariposa se distribuye por Guinea (África).